# Antonela Fortuna
Antonela Guadalupe Fortuna (Gessler (Santa Fe), 10 de mayo de 1995) es una jugadora argentina de voleibol argentina que se desempeña en la posición de punta-receptora. Participó de los Juegos Olímpicos de Tokio 2020 junto a la Selección femenina de voleibol de Argentina.

## Biografía
Comenzó a practicar voleibol a los seis años junto a su madre en un club de su ciudad natal, el deportivo Gessler, donde jugó hasta terminar la escuela primaria. De allí pasó al Central San Carlos, club ubicado en la ciudad homónima cercana a Gessler. A partir de allí comenzó a desempeñarse en las selecciones de base provinciales y nacionales. En 2013, un año después de terminar la escuela secundaria, partió hacia Buenos Aires para formar parte del plantel del club San Lorenzo hasta el año 2017. En este club se consagraría dos veces campeona del torneo metropolitano, además de lograr el subcampeonato en la Liga Femenina de Voleibol Argentino 2018, siendo varias veces destacado su rol por la prensa especializada.
En 2018 emigró a Europa para desempeñarse en el UTE Budapest, lo que le permitió disputar copas europeas. Luego de Hungría pasaría a desempeñarse en el vóley francés, a partir de 2019 en el Municipal Olympique Mougins, en 2021 en el Volero Le Cannet, donde se consagró campeona de la Copa de Francia, y en 2022 como parte del Béziers Volley junto a sus compatriotas Bianca Farriol y Bianca Cugno.En este club actuó como capitana, y logró repetir la conquista de la Copa de Francia tras vencer nuevamente al RC Cannes en la final por 3-2. Al finalizar la temporada el club español Avarca Menorca anunció su contratación.Con el club español fue campeona de la Copa de la Reina 2025, donde anotó 13 puntos en la final.
Con la selección participó del Campeonato Mundial de Voleibol Sub-23 de 2013 para desde principios de 2017 integrar la selección mayor, participando de torneos como el Montreux Volley Masters de 2017, el Campeonato Mundial de 2018 y los Juegos Olímpicos de Tokio 2020.

## Vida personal
Cursó estudios de licenciatura en nutrición en la Universidad de Buenos Aires.

## Trayectoria
- Central San Carlos (-2013)
- San Lorenzo (2013-2017)
- UTE Budapest (2017-2019)
- M.O. Mouchans (2019-2021)
- Volero Le Cannet (2021-2022)
- Béziers Volley (2022-2023)
- Avarca Menorca (2023-)

## Palmarés

### Selección
- Medalla de Bronce Juegos Panamericanos de 2019[21]

### Clubes
- Copa de Francia (2021-22), con Volero Le Cannet
- Copa de Francia (2022-23), con Béziers Volley
- Copa de la Reina 2025, con el Avanca de Menorca